# مانتیر، میزوری
مانتیر (به انگلیسی: Montier) یک منطقهٔ مسکونی در ایالات متحده آمریکا است که در میزوری واقع شده‌است. مانتیر ۹۸ نفر جمعیت دارد و ۳۲۸ متر بالاتر از سطح دریا واقع شده‌است.